# Vivian Malone Jones
Vivian Juanita Malone Jones (Mobile, 15 de julho de 1942 — Atlanta, 13 de outubro de 2005) foi uma das duas primeiras alunas negras a se matricular na Universidade do Alabama em 1963 e, em 1965, tornou-se a primeira negra graduada da universidade. Ela ficou famosa quando George Wallace, o governador do Alabama, tentou impedir que ela e James Hood se matriculassem na universidade só para brancos.
Jones morreu após um derrame aos 63 anos em 13 de outubro de 2005, em um hospital de Atlanta. Seus serviços fúnebres foram realizados na Capela Internacional Martin Luther King Jr. no Morehouse College. Jones teve um filho, uma filha, três netos, quatro irmãs e três irmãos.